# Mioglobinuria
La mioglobinuria es la expulsión de mioglobina a través de la orina. La mioglobina es una proteína que se encuentra en condiciones normales dentro de las células musculares o miocitos. Cuando la mioglobina pasa a la sangre (mioglobinemia) por alguna causa, esta se filtra a través del riñón provocando mioglobinuria y haciendo que la orina tenga un aspecto más oscuro del normal.

## Etiología
Una de las causas más frecuentes de mioglobinuria es la rabdomiólisis, por destrucción de las fibras musculares. La rabdomiólisis puede ser traumática como consecuencia de grandes lesiones o aplastamientos (por ejemplo tras una explosión o accidente) o no traumática, que a su vez puede estar originada por múltiples causas, entre ellas hipertermia, ejercicio intenso, algunos fármacos y consumo de alcohol, drogas u otras sustancias tóxicas.

Otras enfermedades poco habituales que pueden provocar mioglobinuria son la enfermedad de McArdle, la enfermedad de Tarui, la deficiencia de carnitina palmitoiltransferasa tipo II y la polimiositis.

## Diagnóstico diferencial
La mioglobinuria debe diferenciarse de otros trastornos que provocan orina de color oscuro, como la hematuria y la hemoglobinuria.

## Complicaciones
La mioglobina que se expulsa a través del riñón, puede dañar el funcionamiento de este órgano, provocando insuficiencia renal aguda.

## Veterinaria
La mioglobinuria puede aparecer en todos los mamíferos. Existen algunas enfermedades específicas veterinarias, como la mioglobinuria paralítica del equino, también llamada rabdomiólisis por ejercicio en equinos.